# Stefan Kenić
Stefan Kenić (in serbo Стефан Кенић?; Belgrado, 27 aprile 1997) è un cestista serbo.

## Palmarès
- Euroleague Basketball Next Generation Tournament: 1

Stella Rossa: 2014